# Bible of the Beast
Bible of the Beast – trzeci album studyjny niemiecko/rumuńskiej grupy power metalowej Powerwolf wydany 27 kwietnia 2009 roku przez Metal Blade Records.

## Lista utworów
1. „Opening: Prelude to Purgatory” –	1:13
2. „Raise Your Fist, Evangelist” –	4:00
3. „Moscow After Dark” –	03:15
4. „Panic in the Pentagram” –	5:15
5. „Catholic in the Morning... Satanist at Night” –	3:58
6. „Seven Deadly Saints” –	3:36
7. „Werewolves of Armenia” –	3:55
8. „We Take the Church by Storm” –	3:55
9. „Resurrection by Erection” –	3:51
10. „Midnight Messiah”	– 4:13
11. „St. Satan’s Day” –	4:31
12. „Wolves Against the World” –	6:05

## Wykonawcy
- Charles Greywolf – gitara basowa
- Thomas Diener – perkusja
- Attila Dorn – wokal
- Falk Maria Schlegel – keyboard
- Matthew Greywolf – gitara